# جووانگسان
جووانگسان (به لاتین: Juwangsan) یک کوه در کره جنوبی است که در Gyeongsangbuk-do, South Korea واقع شده‌است. جووانگسان ۷۲۱ متر بالاتر از سطح دریا واقع شده‌است.